# Margarito d'Arezzo
Margarito ou Margaritone d'Arezzo (ou Margarito Aretino en italien)  (né à Arezzo v. 1220 - mort en 1290) est un peintre toscan du XIIIe siècle, maître de la peinture à Arezzo.

## Biographie
Les documents biographiques concernant Margarito (Margaritone selon Giorgio Vasari) sont rares. Les seules informations attestées témoignent de sa présence à Arezzo en 1262. Toutefois, un bon nombre de ses œuvres sont connues car elles sont, chose exceptionnelle pour son époque, signées. Leur nature et leur localisation montrent que Margarito fut très demandé comme artiste à Arezzo comme dans le reste de la Toscane.

Hors d'Italie, sa renommée repose sur sa citation dans les Vite de Giorgio Vasari ainsi que dans l'Histoire de la Peinture de Luigi Lanzi où il est dit qu'il peignit sur toile, et fut le premier qui trouva le moyen de rendre la peinture plus durable et moins sujette à se fendre. 

« il étendait une toile sur une table, l'y attachait avec une forte colle, composée de rognures de parchemin, et la couvrait entièrement de plâtre avant de l'employer pour peindre »

— Luigi Lanzi.

## Œuvres

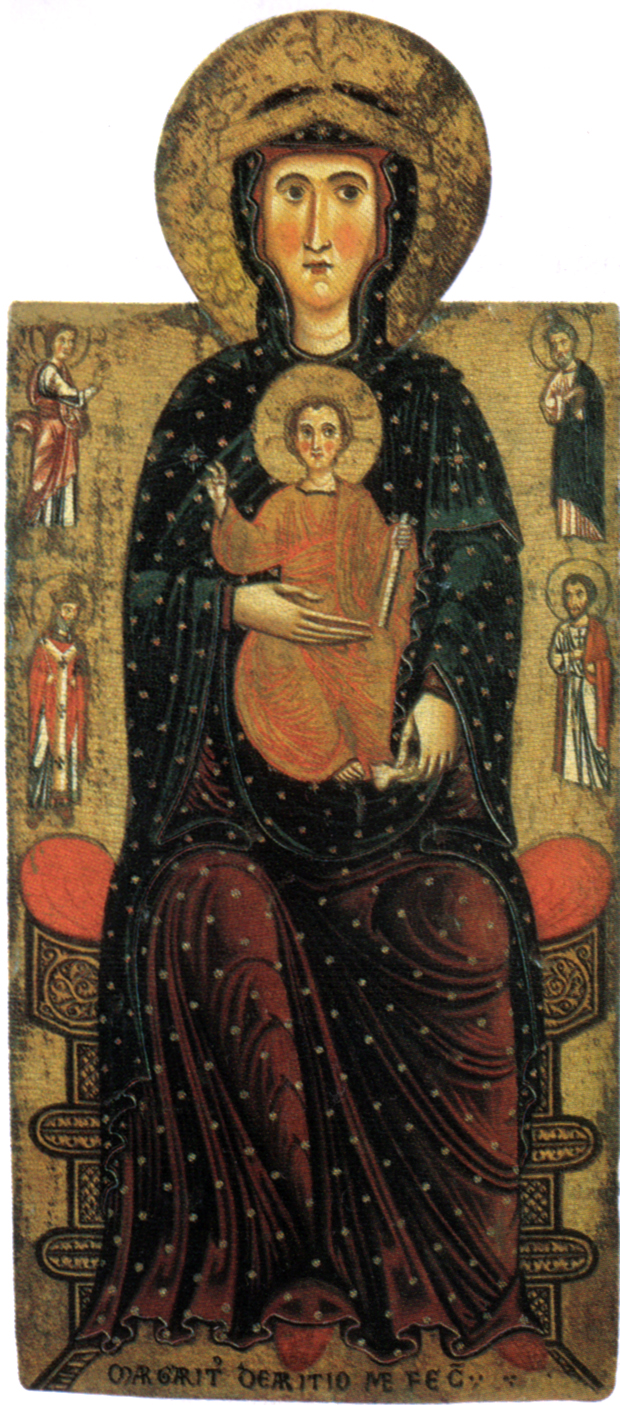
Madonna col bambino, Musée national d'Art Médiéval et Moderne d'Arezzo.

Beaucoup de ses œuvres sont signées, pratique inusitée de son temps.
- Madone (1250) à l'église Santa Maria à Montelungo, frazione de Alatri
- Madone à  l'église Santa Maria delle Vertighe
- Madonna col bambino, Museo Statale d'Arte Medievale e Moderna, Arezzo.
- Crucifix peint, Monte dei Paschi di Siena (restauré en 2015 et exposé au palazzo Salimbeni[3]

Ses œuvres sont visibles à la  National Gallery of Art à Washington-DC, et à la National Gallery de Londres et certaines encore dans les environs d'Arezzo.